# Macuo Bašo
Macuo Bašo (松尾 芭蕉, Matsuo Bashō; Ueno, 1644. – Osaka, 28. studenog 1694.) japanski pjesnik, začetnik haiku poezije. 
Ovaj je pjesnik i samuraj, za sebe rekao da je "vjetrom vijoren duh". U svojoj poeziji izostavlja suvišne, a uvodi obične stvari i svakodnevni jezik blizak ljudima te poezijom čini da iznova uvidimo ljepotu i uzvišenost tih malih stvari.

## Život
Pravim imenom Macuo Kinsaku rođen je kao samuraj te je stoga kasnije dobio i samurajsko ime - Macuo Munefusa. U djetinjstvu je služio Todi Jošitadi (Tōdō Yoshitada) koji ga je poučio o haikaiu, odnosno haiku pjesništvu.  Pseudonim mu bješe Sōbō. Jošitadi je umro 1666., te je Bašo odlučio napustiti svoj dom. Od 1667. živio je u Edu (današnjem Tokiju) gdje je počeo pisati haiku pjesme. S vremenom je odbacio takav način života i posvetio se proučavanju zena, povijesti i kineskog pjesništva. Živio je u siromaštvu i od darova svojih učenika. Poznata je njegova misao da je čovjek velik onoliko koliko se u stanju sagnuti pri ribanju zahoda.

## Stihovi
| Prastari ribnjak jedna žaba iskoči - zvuk vode. |  | furuike ya kawazu tobikomu mizu no oto |

Ljetnje trave.

Snovi o slavi

palih ratnika.

Vidio sam prvi snijeg.

Tog jutra zaboravih

Da lice umijem.

Noć proljetna.

Stabla trešnjina: s trešnjinih stabala

Zora silazi. 

## Vanjske poveznice
- Bašovi haiku stihovi (engl. jezik)